# Sphaeripalpus fuscipes
Sphaeripalpus fuscipes är en stekelart som först beskrevs av Walker 1833.  Sphaeripalpus fuscipes ingår i släktet Sphaeripalpus och familjen puppglanssteklar. Arten är reproducerande i Sverige. Inga underarter finns listade i Catalogue of Life.